# Lomelosia rufescens
Lomelosia rufescens är en tvåhjärtbladig växtart som först beskrevs av Josef Franz Freyn och Sint., och fick sitt nu gällande namn av W. Greuter och Burdet. Lomelosia rufescens ingår i släktet Lomelosia och familjen Dipsacaceae. Inga underarter finns listade i Catalogue of Life.